# امانوئل گلدشتاین
امانوئل گُلدشتاین (به انگلیسی: Emmanuel Goldstein) نام یکی از شخصیت‌ها در کتاب ۱۹۸۴ نوشته جورج اورول است. او رهبر انجمن برادری است و در حکومت اقیانوسیه از او به عنوان دشمن مردم یاد می‌شود.
او در ابتدای کتاب این گونه معرفی و توصیف شده است:
گلدشتاین، خائن منحرفی بود که سال‌ها قبل (چه مدت؟ هیچ‌کس دقیقاً به یاد نداشت)، جزو رده‌های بالای حزب و تقریباً هم‌رده با برادر بزرگ بود. ولی بعدها در فعالیت‌های ضدانقلابی شرکت کرده و به مرگ محکوم شده‌بود و سپس به طرز مرموزی گریخته و ناپدید گشته‌بود...
او نخستین خیانتکار و اولین کسی بود که به یکپارچگی و وحدت حزب آسیب رسانده بود. تمام جرایم بعدی علیه حزب، همهٔ خیانت‌ها، اعمال خرابکارانه، سنت‌شکنی‌ها و انحراف‌ها از آموزه‌های او سرچشمه می‌گرفت. او هنوز زنده بود و اینجا و آنجا مشغول توطئه‌چینی بود: شاید جایی در آن‌سوی دریا، تحت حمایت اربابان خارجی‌اش، شاید هم [آن گونه که گاهی شایع می‌شد] در مخفیگاهی در اقیانوسیه.
گلدشتاین ظاهراً نویسنده کتابی ممنوع‌شده به نام نظریه و کاربرد نظام اشتراک جمعی است.